# Léopold Marquis
Pour les articles homonymes, voir Marquis.
Léopold Marquis, né le 6 août 1938 à Sainte-Marguerite-Marie,  est un enseignant, administrateur et homme politique québécois.
Il est député à l'Assemblée nationale du Québec de la circonscription de Matapédia pour le Parti québécois de 1976 à 1985.

## Biographie

### Jeunesse et formation
Léopold Marquis étudie à l'Université de Sherbrooke et à l'Université du Québec à Rimouski où il obtient un brevet A et un baccalauréat en pédagogie en 1960 et une licence d'enseignement secondaire, option chimie, en 1968.
De 1960 à 1969, il enseigne à Amqui et à Causapscal. Il devient ensuite directeur adjoint de la Polyvalente d'Amqui de 1969 à 1971, puis conseiller pédagogique à la Commission scolaire de la Matapédia en 1971 et en 1972. De 1973 à 1974, il travaille en tant qu'agent de développement pédagogique au ministère de l'Éducation pour la région du Bas-Saint Laurent, de la Gaspésie et de la Côte-Nord. En 1975, il est de nouveau conseiller pédagogique et coordonnateur au service de l'éducation des adultes de la Commission scolaire Vallée de la Matapédia. Au cours de sa carrière, il est également président du secteur Amqui de l'Association des professeurs du diocèse de Rimouski en 1962, président de l'Association des instituteurs et institutrices de la Matapédia en 1963 et en 1964, puis de l'Association des enseignants de la Matapédia en 1965 et en 1968.

### Carrière politique
En 1973, il est président de l'exécutif du Parti québécois de Matapédia. Il est élu en tant que député du Parti québécois dans Matapédia en 1976, puis réélu en 1981. Il est whip adjoint du gouvernement du 11 octobre 1979 au 1er septembre 1983, puis adjoint parlementaire au ministre du Loisir, de la Chasse et de la Pêche du 1er septembre 1983 au 5 décembre 1984. Il est ensuite adjoint parlementaire au ministre de l'Énergie et des Ressources, secteur forêt, du 5 décembre 1984 au 21 février 1985 et président de la Commission de l'aménagement et des équipements du 21 février au 23 octobre 1985. Il est défait en 1985.

### Vie après la politique
Il est directeur des services de l'éducation des adultes à la Commission scolaire Vallée de la Matapédia de 1986 à 1998. Il est également directeur des ressources matérielles de 1994 à 1998 et directeur général adjoint de 1996 à 1998. De 2001 à 2003, il est commissaire de la Commission scolaire des Monts-et-Marées, puis président de 2003 à 2007.
Il est membre de plusieurs conseils d'administrations et organisations au cours de sa carrière. 

## Distinctions et prix
Le 11 mai 2012, il reçoit un avis d'accomplissement en reconnaissance de son bénévolat au sein de nombreux organismes.

## Publication
- Oui à la Matapédia, Les Éditions de la Francophonie, avril 2017, 272 p.